# Dan Abrams

Dan Abrams im Dezember 2024

Daniel Abrams (kurz Dan Abrams; * 20. Mai 1966 in New York City) ist ein US-amerikanischer Fernsehmoderator und Autor.

## Leben und Karriere
Abrams wurde am 20. Mai 1966 in New York City geboren. Er besuchte die Duke University und machte 1992 seinen Juris Doctor an der Columbia Law School. Seine Karriere begann er 1997 bei Court TV. Noch im selben Jahr wechselte er zu NBC News, wo er als General Assignment Correspondent und Host der Sendung Nightly News tätig war.  Von 2006 bis Ende 2007 war er General Manager von MSNBC, blieb jedoch weiter als Chief legal Correspondent für NBC aktiv.
Im Februar 2011 wurde Abrams zum Legal Analyst von ABC News ernannt. Dort moderierte er unter anderem seine eigene Sendung, Chasing Justice with Dan Abrams, sowie das Format Good Morning America. 2013 übernahm er die Position des Chief Legal Affairs Anchor bei ABC News und moderierte zusätzlich die Sendung Nightline. Im Dezember 2014 gab er bekannt, seine Rolle als Moderator von Nightline aufzugeben. Im Jahr 2021 begann er als Moderator bei NewsNation, wo er seine Sendung namens Dan Abrams Live moderierte. Diese wurde im Februar 2025 eingestellt.
Seit 2022 leitet Abrams die Reelz-Sendung On Patrol: Live.
Im Mai 2024 äußerte Abrams im Rahmen der propalästinensischen Proteste an der Columbia University öffentlich Kritik an seiner Alma Mater. In einem Interview mit der New York Post bezeichnete er einige der Demonstrierenden als „antisemitic thugs“ (zu dt.: antisemitische Schläger) und erklärte, er schäme sich als Absolvent der Universität. Er sprach in diesem Zusammenhang von einem „hässlichen Schandfleck für alle Studierenden und Alumni einer einst renommierten Universität“ („an ugly stain for all students and graduates of a once prominent University“).
Abrams ist Vater zweier Kinder.

## Filmografie
- 2008: Nichts als die Wahrheit
- 2015: The Whispers
- 2016: Zoolander 2
- 2019–2023: Court Cam
- 2022: Der Prozess gegen Michael Jackson
- 2024: Jailbreak – Liebe auf der Flucht
- 2025: Who Is Luigi Mangione?

## Werke
- Man Down: Proof Beyond a Reasonable Doubt That Women Are Better. Dreamscape Media, 2011, ISBN 978-1-61120-311-0
- Man Down: Proof Beyond a Reasonable Doubt That Women Are Better Cops, Drivers, Gamblers, Spies, World Leaders, Beer Tasters, Hedge Fund Managers, and Just About Everything Else. Abrams, 2011, ISBN 978-0-8109-9829-2
- Theodore Roosevelt for the Defense: The Courtroom Battle to Save His Legacy. Hanover Square Press, 2019, E-Book
- Lincoln's Last Trial: The Murder Case That Propelled Him to the Presidency. Hanover Square Press, 2018, E-Book
- John Adams Under Fire: The Founding Father's Fight for Justice in the Boston Massacre Murder Trial. Hanover Square Press, 2020, E-Book
- Kennedy's Avenger: Assassination, Conspiracy, and the Forgotten Trial of Jack Ruby. Hanover Square Press, 2021, E-Book
- Alabama v. King: Martin Luther King Jr. and the Criminal Trial That Launched the Civil Rights Movement. Hanover Square Press, 2022, E-Book